# CD52
CD52‏ (CD52 molecule) هوَ بروتين يُشَفر بواسطة جين CD52 في الإنسان.